# 켄냐 무어

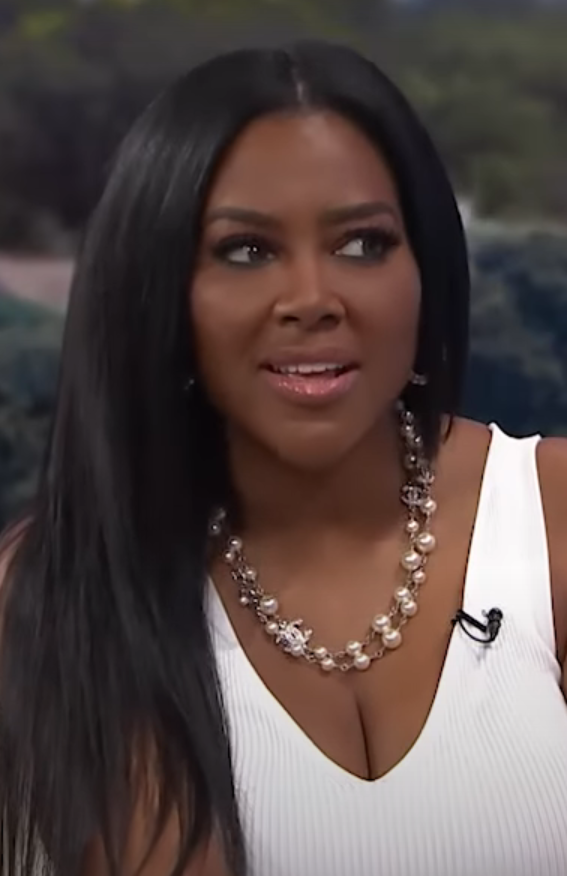
케니아 무어

케니아 무어(Kenya Moore, 1971년 1월 24일 ~ )는 미국의 영화 제작자, 배우, 모델이다. 1993년 제42회 미스 USA 우승자이다. 디트로이트에서 태어났다.

## 출연 작품

### 영화
- 사랑을 기다리며 (1995)
- 센스리스 (1998, Senseless)
- 트로이스 (2000, Trois)
- No Turning Back (2001)
- Hot Parts (2003)
- 딜리버 어스 프롬 에바 (2003, Deliver Us from Eva)
- Brothers in Arms (2005)
- 스트립, 비치발리볼 (2006, Cloud 9) - 샴페인 역
- 나는 누가 날 죽였는지 알고 있다 (2007, I Know Who Killed Me)
- The Confidant (2010)
- Trapped: Haitian Nights (2010)
- Haitian Nights (2013)

### 텔레비전
- Smart Guy (1997)
- 댄싱 위드 더 스타 (2021) - 본인 (경쟁자)